# Philosepedon ibericus
Philosepedon ibericus är en tvåvingeart som beskrevs av Vaillant 1974. Philosepedon ibericus ingår i släktet Philosepedon och familjen fjärilsmyggor. Inga underarter finns listade i Catalogue of Life.